# Küçükçalağıl, Sarıkaya
Küçükçalağıl là một xã thuộc huyện Sarıkaya, tỉnh Yozgat, Thổ Nhĩ Kỳ. Dân số thời điểm năm 2010 là 702 người.